# Fenestraja
A Fenestraja a porcos halak (Chondrichthyes) osztályának rájaalakúak (Rajiformes) rendjébe, ezen belül a Gurgesiellidae családjába tartozó nem.

## Tudnivalók
A Fenestraja-fajok többsége a Mexikói-öbölben és a Karib-térségben találhatók meg; azonban kettő az Indiai-óceánban, míg egy faj a Csendes-óceán nyugati felének a középső részén lelhető fel. Ezek a porcos halak fajtól függően 22–37,5 centiméter közöttiek.

## Rendszerezés
A nembe az alábbi 8 élő faj tartozik:
- Fenestraja atripinna (Bigelow & Schroeder, 1950)
- Fenestraja cubensis (Bigelow & Schroeder, 1950)
- Fenestraja ishiyamai (Bigelow & Schroeder, 1962)
- Fenestraja maceachrani (Séret, 1989)
- Fenestraja mamillidens (Alcock, 1889)
- Fenestraja plutonia (Garman, 1881) - típusfaj
- Fenestraja sibogae (Weber, 1913)
- Fenestraja sinusmexicanus (Bigelow & Schroeder, 1950)